# All I Want for Christmas Is You
"All I Want for Christmas Is You" é uma canção da artista musical estadunidense Mariah Carey, contida em seu primeiro álbum natalino e quarto em estúdio Merry Christmas (1994). Foi composta e produzida pela própria em conjunto com Walter Afanasieff. Após o grande sucesso comercial obtido com seu terceiro disco Music Box (1993), Carey e os executivos de sua gravadora começaram a desenvolver ideias para o seu próximo trabalho, uma das quais incluiu a criação de um álbum natalino com Afansieff, parceiro de composição e produção de longa data. Inicialmente mal vista, a ideia desenvolveu-se em um disco com várias canções natalinas e três inéditas, uma das quais era "All I Want for Christmas Is You". Carey compôs a faixa com Afanasieff em 15 minutos e, no processo, teve como objetivo mesclar seus sentimentos como uma pessoa amorosa e uma pessoa festiva, tendo demonstrado grande afeto pelo Natal desde criança.
Gravada em agosto de 1994 no The Hit Factory em Nova Iorque, a Columbia Records lançou "All I Want for Christmas Is You" primeiramente no Japão em 29 de outubro de 1994, enquanto nos Estados Unidos, à época, foi enviada somente para rádios mainstream, servindo como o single inicial de Merry Christmas. Outras diversas distribuições foram feitas, incluindo outros formatos, faixas adicionais e versões alternativas da obra. Em termos musicais, "All I Want for Christmas Is You" é uma canção natalina e R&B que funde uma série de outros estilos em sua estrutura, como pop, soul e gospel, apresentando um som reminiscente à Wall of Sound e instrumentos como piano, baterias, percussão, além de fortes vocais de apoio. Liricamente, descreve o forte desejo de estar com a pessoa amada no Natal, mesmo que para tal seja preciso carecer de aspectos tradicionais da temporada.
"All I Want for Christmas Is You" foi aclamada por críticos musicais, que ressaltaram a sua produção, o seu conteúdo lírico e o seu apelo contemporâneo e universal, sendo descrita como "uma das poucas adições modernas ao mercado natalino" pelo The New Yorker. Com o advento do streaming, o desempenho comercial da canção tornou-se cada vez mais forte, e agora retorna anualmente às paradas em todo o mundo nas semanas anteriores ao Natal. Atingiu o topo das tabelas de países como Austrália, Áustria, Dinamarca, França, Nova Zelândia, Suécia e Suíça, assim como na Billboard Hot 100, onde, além de ter sido a 19.ª liderança de Carey na parada, lhe rendeu uma série de outros recordes. É a canção natalina mais vendida na história dos Estados Unidos, tendo sido certificada com diamante (16× platina) pela Recording Industry Association of America (RIAA), denotando vendas de 16 milhões de unidades — sendo a mais vendida da carreira da artista.
Dois vídeos musicais foram originalmente feitos de acompanhamento à música, ambos dirigidos por Carey. O primeiro apresenta uma filmagem em estilo caseiro da cantora no natal, divertindo-se em casa e na neve, enquanto o segundo, em preto-e-branco, a exibe num estúdio acompanhada por vocalistas de apoio e dançarinas. Outras duas gravações foram feitas: uma contém cortes alternativos do primeiro vídeo musical, enquanto a outra, dirigida por Joseph Kahn, foi lançada em dezembro de 2019. Carey apresentou "All I Want for Christmas Is You" em uma série de especiais natalinos e a incluiu no repertório de suas turnês, dando início à uma residência natalina em Las Vegas com o nome da canção. A faixa ganhou uma série de regravações por diversos artistas, tanto ao vivo como em álbuns, e também outras adaptações, incluindo um livro infantil e um filme de animação. Uma das faixas mais benéficas comercialmente, tendo gerado cerca de 100 milhões de dólares em royalties, "All I Want for Christmas Is You" quebrou o recorde de canção feminina mais ouvida em um dia no Spotify, entrando no Livro dos Recordes, e rendeu à Carey o título de "Rainha do Natal". Apesar disso, foi listada como a mais "irritante" para ser ouvida repetidamente.

## Antecedentes e escrita

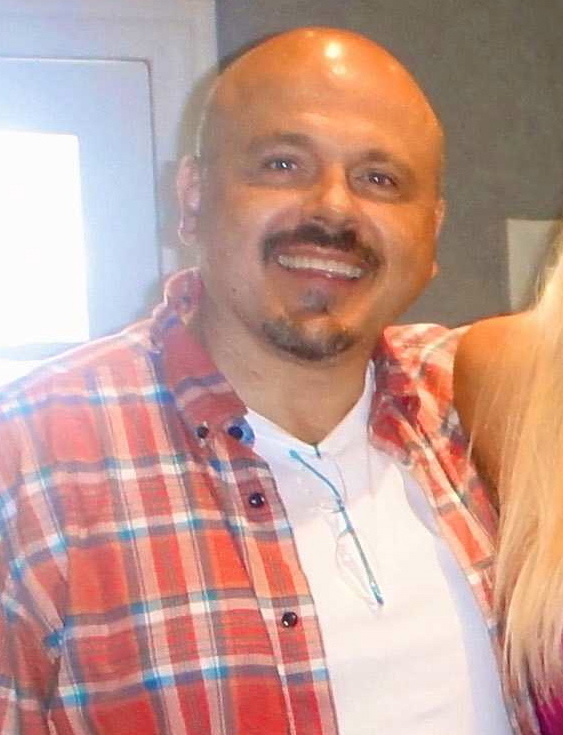
Walter Afanasieff co-escreveu e co-produziu a música com Carey

Após o sucesso de seu terceiro álbum de estúdio Music Box (1993), Carey e a equipe de gestão da Columbia Records — incluindo o seu então marido, Tommy Mottola, chefe da gravadora-mãe da Columbia, a Sony Music Entertainment —, começaram a planejar novos projetos. O grupo discutiu a gravação de um álbum de Natal, mas hesitou, pois esses álbuns eram normalmente lançados quando a carreira dos artistas já estavam em declínio. O parceiro de composição de Carey por mais de quatro anos, Walter Afanasieff, disse em 2015: "Naquela época, você não tinha muitos artistas com álbuns de Natal. Não era uma fórmula conhecida naquela época, e não havia ninguém que fizesse novas e grandes canções de Natal. Então, íamos lançá-lo como uma espécie de diário, 'Ei, você sabe, estamos lançando um álbum de Natal. Não é grande coisa'".
Depois que Mottola persistiu, Carey e Afanasieff começaram a escrever e compor músicas para Merry Christmas em meados de 1994. A cantora decorou a casa que dividia com seu então marido com decorações de Natal, sentindo que poderia entrar no espírito da data e tornar sua interpretação mais autêntica. "All I Want for Christmas Is You" foi gravada em agosto, e levou um total de 15 minutos para a intérprete e Afanasieff escrevê-la. Inicialmente, o compositor admitiu que estava confuso e "empalidecido" sobre onde ela queria levar a melodia e as escalas vocais, embora a mesma estivesse "inflexível" na forma como queria direcionar a música. Em uma entrevista à Billboard, ele descreveu o tipo de relacionamento que compartilhava com a cantora no estúdio e como compositores:

Era sempre o mesmo tipo de sistema conosco. Nós escrevíamos o núcleo da música, a melodia primária, e então algumas das palavras estavam lá quando terminamos de escrevê-la. Comecei a tocar um pouco de rock 'n' roll no piano e comecei a fazer boogie woogie-ing com minha mão esquerda, e isso inspirou Mariah a criar a melódica [linha] 'Eu não quero muito para o Natal'. E então começamos a cantar e brincar com essa música rock 'n' roll boogie, que imediatamente se tornou o núcleo do que acabaria sendo 'All I Want For Christmas Is You'. Foi tudo muito rápido: era uma música mais fácil de escrever do que algumas das outras. 
Era muito estereotipada, sem muitas mudanças de acordes. Tentei torná-la um pouco mais única, colocando alguns acordes especiais que você realmente não percebe muito, o que a tornou única e especial. Então, durante a próxima semana ou duas, Mariah me ligava e dizia: 'O que você acha dessa parte?'. Nós conversávamos um pouco até que ela tivesse a letra toda bem coordenada e pronta. E então nós apenas esperávamos até as sessões começarem, que foram no verão de 94, quando nos reunimos em Nova Iorque e começamos a gravar. E foi quando a ouvimos pela primeira vez no microfone cantando, e o resto é história.

Afanasieff voou de volta para a Califórnia, onde terminou a programação e a produção da música. Originalmente, ele tinha uma banda ao vivo tocando bateria e outros instrumentos com o pensamento de imprimir um som mais cru e afetivo. Ele ficou insatisfeito com os resultados da gravação e, posteriormente, descartou o trabalho e usou seu arranjo original e pessoal e programou todos os instrumentos ouvidos na obra (com exceção dos vocais de fundo), incluindo o piano, efeitos, bateria e triângulo. Enquanto Carey continuava escrevendo material em sua casa alugada em The Hamptons, Afanasieff completou a programação da música e esperou para se encontrar com ela uma última vez para sobrepor e harmonizar os vocais de fundo. Ao abordar vários aspectos do que a entusiasmou em gravar e lançar seu álbum de Natal, a cantora entrou em detalhes sobre o que isso significava para ela, apontando: "Sou uma pessoa muito festiva e adoro as festas de fim de ano. Canto canções de Natal desde que era uma garotinha. Quando se tratava do álbum, tínhamos que ter um bom equilíbrio entre hinos cristãos padrões e canções divertidas. Definitivamente, era uma prioridade para mim escrever pelo menos algumas músicas novas, mas na maioria das vezes as pessoas realmente querem ouvir os clássicos da época do Natal, não importa o quão boa seja uma música nova".

## Extrutura musical
Em termos musicais, "All I Want for Christmas Is You" é uma canção natalina e R&B que funde uma série de outros estilos em sua estrutura, como pop, soul e gospel. No início de agosto, Carey já tinha duas canções originais escritas ao lado de Afanasieff, incluindo a "triste e balada" "Miss You Most (At Christmas Time)" e a "religiosa e gospel" "Jesus Born on This Day". A terceira e última canção original que a dupla planejou escrever deveria ser centrada e inspirada e no estilo de uma "canção de Natal dos anos 60, de Phil Spector, um pouco semelhante ao rock 'n roll antigo".
A música começa com um "brilhante toque de percussão" vindos de sinos tocados por uma celesta, assemelhando-se a "uma caixa de música antiga ou um extravagante globo de neve". Os sinos de abertura também são descritos como compartilhando semelhanças com a estrutura musical de celesta ouvidos em O Quebra-Nozes, de Tchaikovsky, já que a construção instrumental e a estratificação gradual de elementos musicais em ambas as peças ajudam a "criar uma crescente sensação de excitação" em antecipação à temporada de festas de fim de ano. Após a introdução vocal de Carey no estilo a cappella, a música apresenta outros instrumentos sazonais significativos, incluindo; sinos comemorativos semelhantes aos de igrejas, sinos de trenó alegres e "uma batida rítmica subjacente que soa como o ritmo galopante de um cavalo ou rena. Esses sons ecoam aos de canções religiosas e seculares, sem desviar descaradamente muito em nenhuma direção, e dão à música um tom otimista e alegre".

"A obra-prima de Carey é um feito incrível de subterfúgio filosófico. O Natal é uma época de excesso material e afetivo, mas a música é estritamente focada em apenas uma coisa: ficar com uma pessoa específica, por exemplo, você. Ela rejeita a ideia de amor em geral em favor do amor em particular, desafiando e definindo simultaneamente as convenções da música pop. Com infinitamente mais economia de expressão e letras indubitavelmente mais cativantes, 'All I Want for Christmas Is You' é uma espécie de dialética hegeliana do desejo natalino, pegando as noções conflitantes de abundância e especificidade e empacotando-as ordenadamente em um hit chiclete para as gerações".

—Emma Green, The Atlantic
Em uma entrevista de 1994, Carey descreveu a música como "divertida" e continuou: "É um cantiga de Natal muito tradicional e antiga. É muito retrô, meio anos 60". Afanasieff foi mais longe ao decompor os elementos musicais da obra: "Contém uma camada exuberante de teclados, que lembra uma pequena Wall of Sound, amortece os ritmos alegres da música, enquanto um coro de vozes comovente adiciona oohs robustos, contra-melodias que criam tensões e harmonias alegres. Mais notavelmente, no entanto, os acordes de piano alegres e a melodia mantêm a música alegremente saltitante". Liricamente, a canção descreve a intérprete não se importando com o aspecto material característico da temporada natalina, como luzes ornamentais, árvores, neve e presentes, contanto que esteja com seu amado durante a data. Sua instrumentação incorpora vários instrumentos, incluindo piano, bateria, violino, oboé, flauta, carrilhão, efeito de baixo e sinos. A canção coloca vocais de fundo em todo o refrão e seções da ponte.
Após a introdução do rubato, "All I Want for Christmas Is You" tem um andamento definido em 150 batidas por minuto. De acordo com a partitura publicada no Musicnotes.com pela Sony/ATV Music Publishing, a música é definida em ritmo moderado e na tonalidade de sol maior. Já os vocais de Carey variam da nota mais baixa de sol3 à mais alta de lá5. A intérprete escreveu a letra da música e desenvolveu sua melodia, enquanto Afanasieff ajudou com a composição. Ele também arranjou e programou todos os instrumentos usando fontes sintetizadas. Adam Ragusea, da Slate, conta "pelo menos 13 acordes distintos em ação, resultando em uma melodia suntuosamente cromática. A música também inclui o que considero o acorde mais natalino de todos — um acorde subdominante menor, ou 'iv', com um 6 adicionado, sob as palavras 'debaixo da árvore de natal', entre outros lugares. (Você também pode analisá-lo como um acorde 'ii' 7ª meio diminuto, mas qualquer interpretação parece precisa)".
De acordo com Roch Parisien, do banco de dados AllMusic, "All I Want for Christmas Is You" contém "harmonias no estilo Beach Boys, sinos estridentes e um som de passeio de trenó, injetando um dos poucos pedaços de diversão exuberante neste conjunto". Os críticos notaram que a obra contém influências da música produzida nas décadas de 1940, 1950 e 1960 que, em conjunto com a voz de Carey e sua melodia simples, anunciaram sua receita para o sucesso. Em 2015, a Slate realizou uma análise extensiva da harmonia por trás da canção, contando pelo menos 13 acordes distintos nela, incluindo um acorde subdominante menor, que também é encontrado – crucialmente – em "White Christmas", de Irving Berlin. Em suma, o autor do artigo, Adam Ragusea, argumenta que apesar de sua presumida simplicidade, esta era uma peça relativamente sofisticada de composição pop e a única música de Natal escrita no último meio século digna de inclusão no Great American Songbook". Annie Zaleski, em análise para o The A.V. Club, atribui o seu apelo atemporal à sua ambiguidade em ser capaz de ser definida como pertencente a uma era específica do ano.

## Crítica profissional

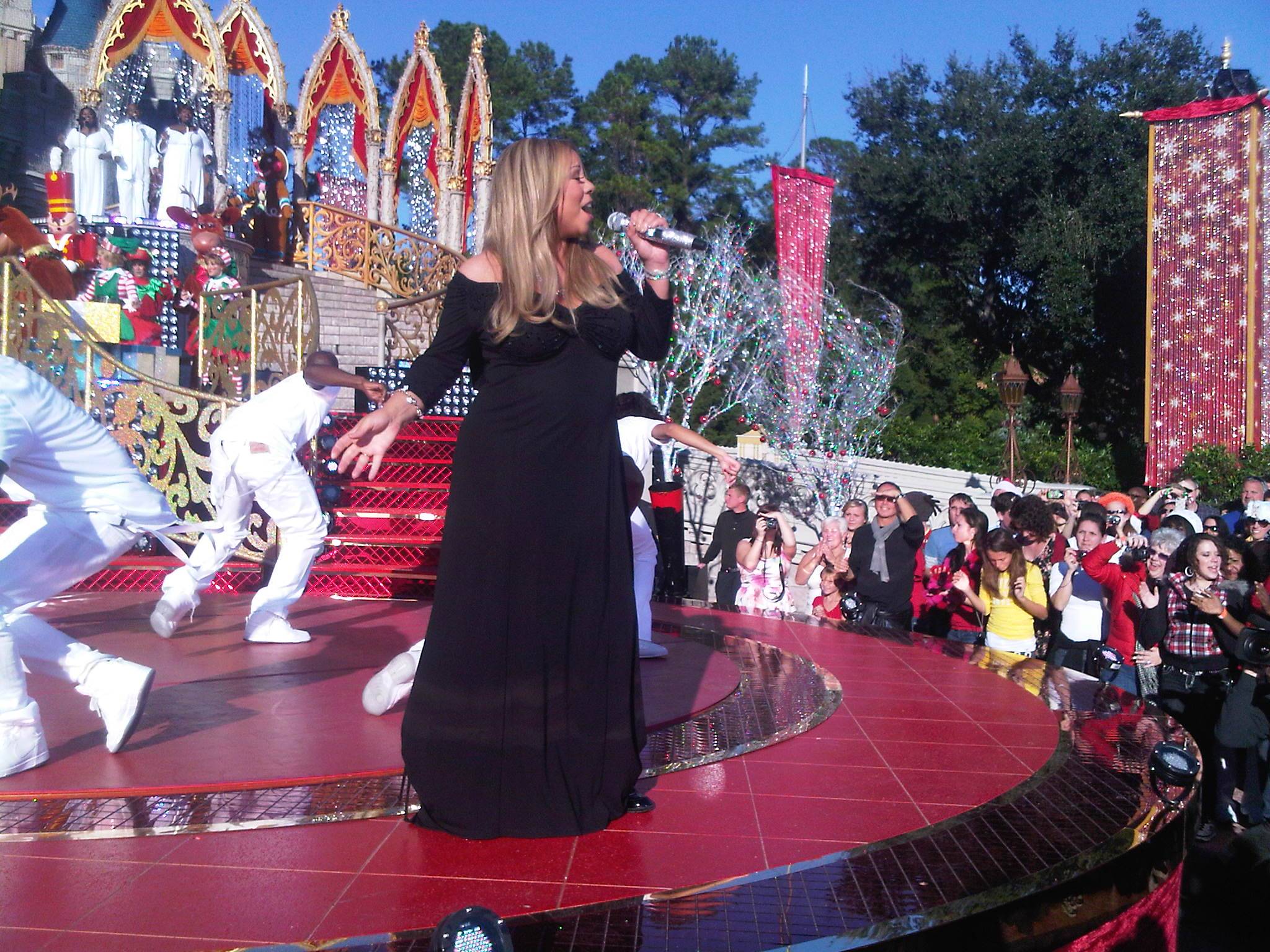
Carey cantando "All I Want for Christmas Is You" ao vivo no Walt Disney World Resort em Orlando, Flórida, em dezembro de 2010.

"All I Want for Christmas Is You" recebeu aclamação generalizada dos críticos especializados em música contemporânea. Roch Parisien, do AllMusic, chamou a música de "um tributo bem elaborado a Phil Spector", elogiando sua instrumentação e melodia. Steve Morse, editor do The Boston Globe, escreveu que Carey a cantou com muita alma. Em sua resenha do disco Merry Christmas II You, no Chicago Sun-Times, Thomas Connor descreveu-a como "simples e bem trabalhada e uma das últimas grandes adições ao cânone pop de Natal". A jornalista Shona Craven, da versão escocesa do The Herald, avaliou: "[É] uma música de otimismo e alegria que talvez, apenas talvez, indique o verdadeiro significado do Natal". Além disso, ela sentiu que a principal razão pela qual fez tanto sucesso é o sujeito "você" na letra, explicando: "Talvez o que torna a música um sucesso tão grande seja o fato de ser para absolutamente todos". Craven abriu sua análise com uma declaração ousada: "Bing Crosby pode estar se revirando no túmulo, mas nenhuma criança dos anos 1980 ficará surpresa ao ver o sublime "All I Want For Christmas Is You", de Mariah Carey, subindo nas paradas depois de ser nomeada a melhor música natalina do país". Ao analisar a versão remix (2009) da obra, Becky Bain, do portal Idolator, a definiu como "clássico atemporal" e escreveu: "Nós amamos cada pedaço da versão original — nós a tocamos enquanto decoramos nossa árvore de Natal e acendemos nossa Menorá".
Kyle Anderson, da MTV, rotulou "All I Want for Christmas Is You" como "um hino majestoso cheio de sinos, sinos de trenó, floreios de doo-wop, cordas arrebatadoras e uma das interpretações vocais mais dinâmicas e limpas da carreira de Carey". A revista Music Week descreveu-a como: "Mariah encontra Phil Spector, alguns sinos e os inevitáveis trenó; isso é tudo o que você esperaria de um disco de Mariah Carey". Em uma retrospectiva da carreira da intérprete, em 2006, Sasha Frere-Jones, do The New Yorker, disse que a "encantadora" canção foi uma das maiores realizações de sua carreira, chamando-a de "uma das poucas adições modernas ao mercado natalino". Dan Hancox, editor do The National, citou e concordou com a declaração de Jones, chamando a obra de "perfeição". Na opinião de Barry Schwartz, da Stylus Magazine, "dizer que esta música é um clássico instantâneo de alguma forma não captura sua incrívelidade; é um padrão moderno: alegre, estimulante, carismático, com até mesmo uma pitada de desejo". Schwartz também elogiou a sua letra — a qual descreveu ser "escrita lindamente" —, além da voz "linda" e "sincera" da intérprete. Em uma análise mais negativa, Bruna Sousa, do jornal brasileiro ComUM, considerou que esta não era uma das "melhores músicas natalícias" de Carey, complementando: "Apresenta aproximadamente quatro minutos de duração, onde a repetição e a monotonia conseguem sobrepor o ritmo animado, sendo aborrecido ouvir a canção mais do que duas vezes seguidas. Para além disso, a sua letra não é propriamente rica".

## Vídeo musical

Cenas de duas das versões do videoclipe de "All I Want for Christmas Is You". A imagem à cima é extraída da edição de 1994, enquanto a de baixo é oriunda a de 2019.

O primeiro vídeo musical de "All I Want for Christmas Is You" foi filmado no estilo de uma gravação caseira, usando um formato cinematográfico Super-8; foi dirigido e filmado por Carey durante o período natalino de 1993. O vídeo começa com a intérprete decorando uma árvore de Natal com enfeites natalinos e brincando em uma montanha nevada. Cenas ao ar livre foram filmadas na Fairy Tale Forest em Nova Jersey, onde o seu então marido, Tommy Mottola, fez uma aparição especial como Papai Noel. Prossegue com cenas dela se preparando para a temporada de Natal do ano seguinte e para sua sessão de fotos da capa de seu álbum, alem de passar um tempo com seu cachorro Jack. A gravação conclui com o Papai Noel deixando a cantora com uma sacola de presentes e acenando adeus. No vídeo alternativo da música, inspirado nas the Ronettes, ela dança em um estúdio influenciado pelos anos 1960 cercado por dançarinas go–go. Para emular o visual dessa época, foi filmado em preto e branco, com Carey usando botas brancas e cabelo preso. Esta versão do vídeo, que também foi dirigido por ela, conta com duas edições.
Em 2019, junto com o lançamento da edição deluxe em celebração ao 25.º aniversário de Merry Christmas, foram divulgados dois novos videoclipes para "All I Want for Christmas Is You". O primeiro apresentava imagens inéditas do vídeo original. O segundo, dirigido por Joseph Kahn, foi descrita como uma versão "renovada", sob o título "Make My Wish Come True Edition", com novas cenas de Carey em 2019. Neste vídeo, ela, agora com 50 anos, é vista dublando sua voz de 25 anos em 1994. Uma montagem de celebridades dublando a música também foi lançada no canal Vevo de Carey no mesmo ano. As personalidades apresentadas nesta versão incluem Ryan Reynolds, Kim Kardashian, e James Corden.

## Apresentações ao vivo

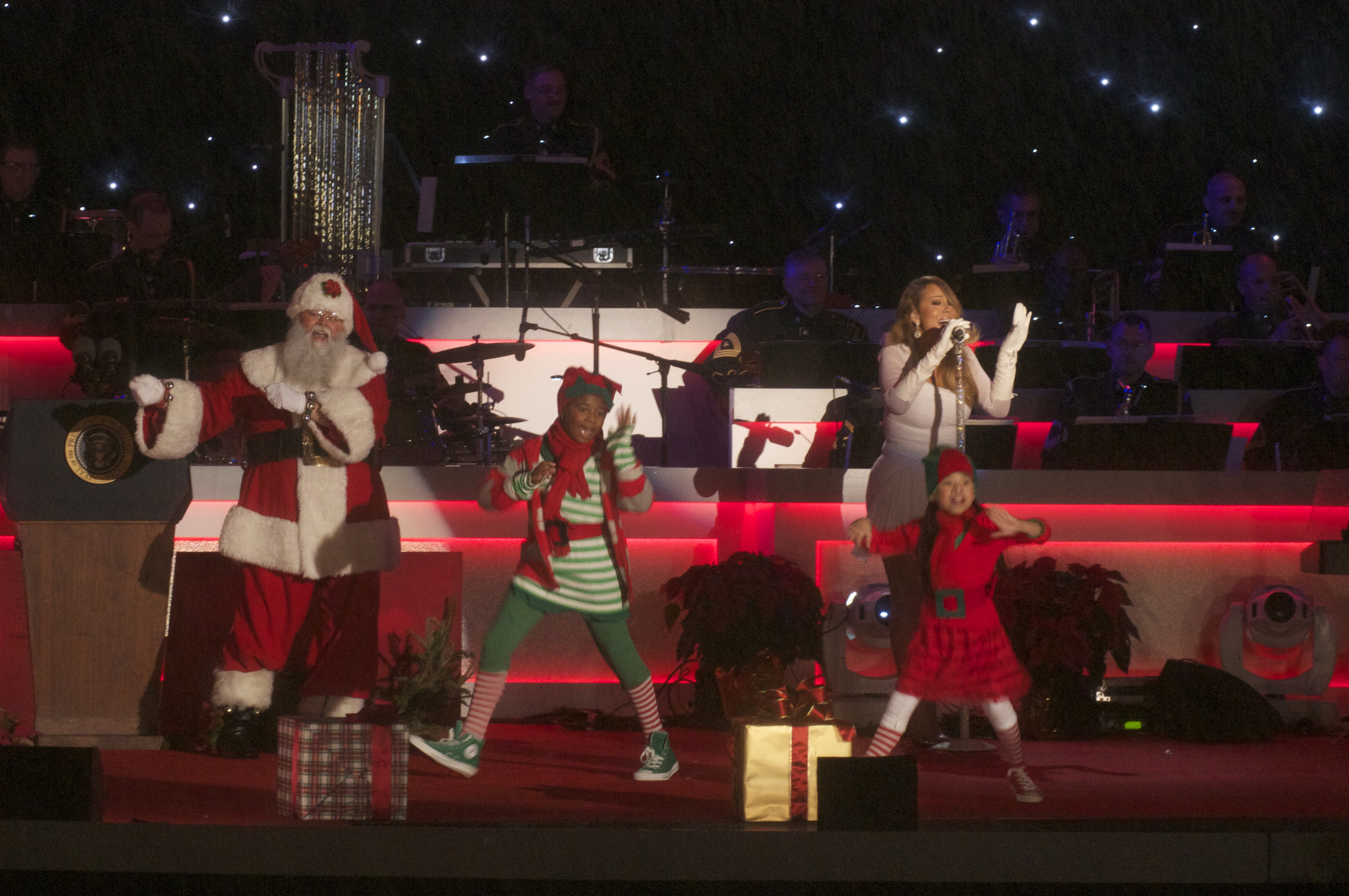
Carey apresentando "All I Want for Christmas Is You" na cerimonia de iluminação da Árvore de Natal Nacional, perto da Casa Branca, em 6 de dezembro de 2013.

Carey cantou "All I Want for Christmas Is You" durante shows, bem como em apresentações televisionadas ao vivo. O número foi posteriormente incluído em várias de suas turnês: Daydream World Tour (1996), Butterfly World Tour (1998), Rainbow World Tour (2000), Charmbracelet World Tour (2002–03), The Adventures of Mimi Tour (2006) e sua residência de shows All I Want For Christmas Is You, A Night of Joy & Festivity (por vários anos).
A primeira apresentação da música foi na Catedral de São João, o Divino, em 8 de dezembro de 1994. Além disso, Carey interpretou-a no Desfile de Natal do Walt Disney World de 2004, que foi ao ar na ABC. A versão remix So So Def da obra foi cantada na noite de abertura da Angels Advocate Tour (2009—10), ocorrida na véspera de ano-novo. Em 9 de novembro de 2010, Carey executou-a em um especial de Natal, que foi ao ar em 13 de dezembro de 2010, na ABC. No dia 3 do mesmo mês, ela cantou-a no parque temático Magic Kingdom, do Walt Disney World Resort, em uma apresentação que foi gravada e exibida pela ABC como parte do Desfile de Natal do Walt Disney World.
Em 2012, Carey deu voz a "All I Want for Christmas Is You" ao lado de Jimmy Fallon e The Roots, no The Tonight Show Starring Jimmy Fallon, com o apoio de instrumentos de estilo escolar. Em 6 de dezembro de 2013, ela apresentou-a durante a cerimônia de iluminação da Árvore de Natal Nacional, em Washington, DC. Em 18 do mesmo mês, a cantora executou a obra ao lado de Michael Bublé em seu especial natalino, exibido pela NBC. Durante o The Late Late Show — que foi ao ar em 15 de dezembro de 2016 —, ela interpretou o tema no quadro Carpool Karaoke. Vários artistas foram apresentados no vídeo, como Adele, Lady Gaga, Demi Lovato e Elton John. Em dezembro de 2019, Carey retornou ao The Late Late Show para cantar a faixa em seu 25º aniversário. Além desta, "Oh Santa!" e "Christmas Time Is in the Air Again" também foram executadas. "All I Want for Christmas Is You" foi posteriormente acrescentada ao repertório do especial Magical Christmas Special, transmitido em 2020. Em 2022, voltou a interpretá-la em seu especial de Natal, Merry Christmas to All!. A obra fez parte da performance da artista na cerimônia dos Billboard Music Awards, realizado em 21 de novembro de 2023. No ano seguinte, ela o cantou novamente durante o intervalo dos jogos de futebol americano da NFL, relizado no Acrisure Stadium, localizado em Pittsburgh, Pensilvânia. O evento foi transmitido ao vivo pela Netflix, em 25 de dezembro.

## Regravações e uso na mídia
"All I Want for Christmas Is You" também foi interpretado por vários artistas e bandas. Shania Twain o cantou ao vivo no The Today Show em dezembro de 1998, junto com outras canções de Natal. Da mesma forma, aparece na trilha sonora da produção britânica Love Actually (2003), na voz de Olivia Olson. O grupo feminino sueco Play lançou sua própria versão da obra para seu álbum de Natal, Play Around the Christmas Tree. Enquanto isso, a versão do My Chemical Romance foi adicionada a lista de faixas do álbum de caridade Kevin & Bean's Christmastime in the 909 (2004). Em outubro de 2005, outro grupo feminino, o americano The Cheetah Girls, interpretou a música para seu primeiro álbum Cheetah-licious Christmas. No Disney Christmas Parade de 2007, realizado em Anaheim, Califórnia, Miley Cyrus se juntou à lista de artistas que executaram "All I Want for Christmas Is You". A dupla musical Same Difference cantou a melodia no final da quarta temporada do programa britânico The X Factor. Whitney Duncan apresentou sua própria versão em novembro de 2008, que mais tarde foi lançada como single.
"All I Want for Christmas Is You" foi apresentada em formato acústico por John Mayer naquele mesmo ano. A banda japonesa Suemitsu & the Suemith também incluiu uma regravação da obra para seu álbum de compilação Best Angle for the Pianist - Suemitsu & the Suemith 05-08. A vencedora da quinta temporada do The X Factor, Alexandra Burke, a executou durante um especial na TV britânica em novembro de 2009. No ano seguinte, o Celtic Thunder o incluiu em sua compilação Celtic Thunder Christmas . A australiana Jessica Mauboy veio a interpreta-lo para o álbum All I Want For Christmas, que incorpora canções natalinas interpretadas por vários artistas compatriotas. A composição foi reelaborada como um número country pela banda Lady Antebellum, que a incluiu em seu extended play (EP) A Merry Little Christmas. Sua versão entrou na parada Country Songs, da Billboard, onde ficou em 57.º lugar em 8 de dezembro de 2010. A música foi cantada pelo Big Time Rush ao lado de Miranda Cosgrove e adicionada ao EP Holiday Bundle (2010). Durante a semana de 8 de dezembro de 2010, esta releitura estreou na nona posição da parada Holiday Chart da Billboard. Para seu álbum Under the Mistletoe, o cantor canadense Justin Bieber realizou uma regravação do número, a qual dividiu os vocais com Carey. O videoclipe do dueto foi filmado na loja de departamentos Macy's em Nova Iorque, e mostra Bieber fazendo compras com seus amigos enquanto Carey é vista cantando ao fundo.
Outras versões alternativas de "All I Want for Christmas Is You" foram gravadas e incluídas em discos de vários outros artistas; Teddy Geiger para o EP digital Snow Blankets the Night (2006), Samantha Mumba em seu álbum Samantha Sings Christmas que foi comercializado em conjunto com o jornal irlandês Sunday World, Agnes Carlsson e Måns Zelmerlöw que regravou-a em um dueto em 2007, Kate Alexa para o disco The Spirit of Christmas 2005, Dave Melillo em A Santa Cause 2: It's a Punk Rock Christmas (2006). e por Yuna Itō em Happy Xmas Show (2007). O conjunto feminino The Saturdays cantou a composição na temporada de Natal de 2009. Já o House of Heroes incluiu uma releitura em seu EP The Christmas Classics EP (2009), bem como pelo elenco da série portuguesa Morangos com Açúcar na Gala de Natal 2010 da rede TVI. Foi re-einterpretado pelo grupo feminino Fifth Harmony. Esta versão foi inserida ao EP I'll Be Home for Christmas (2014), do qual também participam outros cantores.
Durante o episódio "Extraordinary Merry Christmas" da terceira temporada de Glee, o elenco da série, liderado por Amber Riley, interpretou a obra. Foi lançada como single do álbum Glee: The Music, The Christmas Album Volume 2 (2011). Idina Menzel também divulgou uma nova releitura, a qual foi incluída em seu disco Holiday Wishes (2014). Em um mini concerto, realizado em Los Angeles em 2012, Ariana Grande tocou a faixa. Foi cantado por Demi Lovato durante o "Christmas in Washington Concert", em 2013, diante da família do então presidente dos Estados Unidos, Barack Obama. Kelly Clarkson regravou "All I Want for Christmas Is You" e o incluiu como número bônus de seu projeto When Christmas Comes Around... (2021). A brasileira Priscilla Alcântara, por sua vez, também interpretou o tema, durante o programa Caldeirão com Mion, exibido em 25 de dezembro de 2021.

## Legado e impacto
A popularidade de "All I Want for Christmas Is You" é notável, não apenas por sua permanência (embora um quarto de século na vanguarda do gênero natalino seja estabilidade, se é que alguma vez houve uma) ou por seu ímpeto em ganhar ubiquidade ano após ano, mas por sua capacidade de liderar esse segmento durante um período em que sua indústria e cultura evoluíram significativamente"

—Cady Lang, da Time, sobre a longevidade da obra.
Devido ao impacto duradouro de "All I Want for Christmas Is You", Carey passou a ser apelidada de "Rainha do Natal". O escritor do The Ringer, Rob Harvilla, considerou que "Dezembro pertence a Mariah Carey". Ele continuou dizendo que "a primeira vez que você [ouve a música, ela soa] clássica [...] atemporal, como se estivesse tocando na manjedoura quando Jesus Cristo nasceu". A Forbes observou que "se tornou indiscutivelmente a música não oficial do Natal a cada ano". Em 2023, a Biblioteca do Congresso selecionou-a para preservação no Registro Nacional de Gravações, com base em sua "importância cultural, histórica ou estética no patrimônio sonoro gravado do país".
Em um artigo na Vogue, um escritor sentiu que a letra da canção era o fator que ajudou a solidifica-la mesmo após mais de duas décadas de lançamento: "Essas letras poderiam ter sido cantadas por Frank Sinatra — bem, talvez não Frank, mas outro cantor naquela época. Acho que é isso que lhe dá essa qualidade clássica e atemporal". Em 2023, a Associated Press estimou que a obra gere 100 milhões de dólares apenas com os ganhos de royalties, enquanto o The Economist presumiu que Carey pessoalmente fature 2,5 milhões de dólares por ano somente com a música. Desde 2019, a intérprete tem aproveitado a popularidade da música e de seu título honorífico postando um vídeo, por volta da meia-noite (horário do leste) em 1º de novembro, dizendo quando é oficialmente a hora de reproduzi-la. Para a editora da Time, Cady Lang, há várias razões para a sua popularidade, a primeira sendo os "vocais poderosos da amada e evasiva cantora". A profissional também analisou o impacto da música na cultura popular, afirmando que é "um lembrete de que a música pop, e talvez especialmente a música pop com temática natalina, pode ser tão significativa para a intérprete (e compositora) quanto para o ouvinte".
Cady Lang, da Time, opinou: "A faixa de Carey fornece uma abordagem mais adulta para uma canção de Natal, o que também provou ser uma bênção. Ao evitar a iconografia natalina centrada em crianças — como Papai Noel e Rudolph —, pelo tema musical característico das canções da artista, amor e romance, ela atingiu um novo — e muito grande — grupo demográfico com um assunto com o qual todos poderiam se identificar". Já Andrew Mall, professor de música na Universidade do Nordeste, em entrevista à Time, atribuiu seu sucesso a sua abordagem não religiosa: "Ela fala sobre o Natal, mas não sobre crenças religiosas. Na verdade, é uma canção de amor. Qualquer um pode se identificar com essas letras; o interesse amoroso não é nomeado, o interesse não tem gênero, então qualquer um pode se colocar nessa posição como alguém que precisa de alguém para amar nas festas de fim de ano. É uma canção de amor secular e não uma canção de natal religiosa". Mall também sentiu que a popularidade da canção era devido à nostalgia do público: "Pelos anos 90 como um todo, especialmente pela música da época". Jody Rosen, do jornal Los Angeles Times, apontou a longevidade da obra a "sua qualidade atemporal, a maneira como parece pairar entre eras musicais e idiomas. Sua paleta harmônica, seus acordes diminuídos e passagens cromáticas brilhantes, lembram os sucessos natalinos com influências jazzísticas de meados do século [20] [...] Os vocais calistênicos de Carey, combinando corridas melismaticas no estilo gospel e síncopes sutilmente funk, são inconfundivelmente anos 90, com um toque de R&B influenciado pelo hip-hop que a própria intérprete ajudou a moldar". Rosen continuou chamando-o de "White Christmas" do século 21 e Carey de "outro vocalista do hall da fama e gigante do showbiz que foi indelevelmente associado às festas de final de ano".

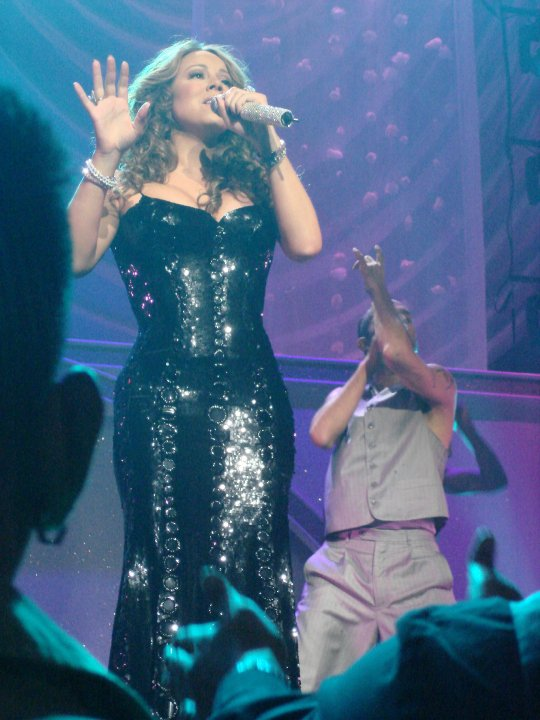
Carey durante a residência Live at the Pearl em 2009, enquanto interpreta "All I Want For Christmas Is You".

Em entrevista à BBC, a crítica musical Aisha Harris creditou a popularidade cada vez maior da canção "à habilidade astuta de Carey de acompanhar as mudanças nas formas como as pessoas consomem música e, em particular, o streaming", dizendo; "A maioria das empresas e locais públicos estão usando plataformas como Spotify e Apple para reproduzir músicas" e durante a temporada de férias "eles estão tocando as mesmas músicas repetidamente". Carey, em sua visão, manteve "All I Want For Christmas Is You" nas notícias todos os anos e, portanto, "está quase sempre no topo de todas as playlists" — o que significa que —, "você a ouve em todos os lugares". Contudo, essa onipresença da canção durante este período também tem atraído críticas negativas. Os trabalhadores de lojas, por exemplo, expressaram seu desgosto pela mesma, devido à sua frequente execução em seus postos de trabalho, com uma pesquisa da empresa de feedback do cliente HappyOrNot reconhecendo-a como a mais impopular entre os funcionários desse segmento e, em 2022, três petições separadas apareceram no Change.org pedindo que a música fosse banida de lojas e estações de rádio. Do mesmo modo, em uma pesquisa em 2019, a Huawei descobriu que esta era a canção que os compradores britânicos de itens de natal consideravam ser "a mais irritante".

### Conquistas
Em 25 de dezembro de 2018, "All I Want for Christmas Is You" estabeleceu o recorde de maior número de streams no Spotify em um único dia, com 10,82 milhões de reproduções. Em dezembro do anno seguinte, arrecadou mais de 2 milhões em royalties desde que foi adicionada ao Spotify. Com isso, o livro Guinness World Records reconheceu três recordes; uma das canções de Natal mais vendidas e mais reconhecidas, a canção de uma mulher mais transmitida no Spotify em 24 horas (10.819.009 de streams em dezembro de 2018) e mais semanas nos dez primeiros lugares do UK Singles Chart para uma canção de Natal. Chegou a um bilhão de streams no Spotify em dezembro de 2021 e dois bilhões em dezembro de 2024, tornando-se a primeira música natalina a atingir os dois marcos. Em 2022, quebrou pela quarta vez o recorde histórico como a mais transmitida em um único dia na plataforma, com 21,2 milhões de transmissões globais — um feito anteriormente detido por "Easy on Me" (2021), de Adele —·, tornando-se a primeira música na história a receber mais de 20 milhões de execuções em 24 horas.
Em 2010, o The Daily Telegraph elegeu "All I Want for Christmas Is You" como a canção de Natal mais popular e mais tocada da década no Reino Unido. A Rolling Stone elegeu-a a 4.ª entre as melhores faixas natalinas do Rock and Roll, definindo-a como um "padrão para festas de final de ano". Em uma pesquisa realizada pela emissora britânica ITV, em dezembro de 2012, constatou-se como a quinta faixa natalina favorita dos britânicos. Em seu ranking das 100 melhores canções desse segmento, o periódico The Washington Post classificou-a em sexto lugar. Foi posta em primeiro lugar pelo escritor do The Guardian, Michael Hann, em sua lista das 50 melhores canções de Natal, observando que ela tornou-se "um padrão" para esse período. A Billboard, por sua vez, chamou-a de a melhor de todos os tempos dessa data.

### Adaptações
Carey lançou um livro infantil baseado e com o mesmo título de "All I Want for Christmas Is You" em 10 de novembro de 2015, que vendeu mais de 750 mil unidades. Ela lançou um filme de animação com o mesmo título da canção, baseado na música e no livro, em 14 de novembro de 2017. Carey assumiu a função de produtora executiva, ao lado de Stella Bulochnikov; a película foi distribuída pela Magic Carpet Productions, em parceria com o produtor Mike Young e Splash Entertainment.

## Faixas e formatos
| - CD single de edição limitada no Reino Unido e na Europa 1. "All I Want for Christmas Is You" 2. "Miss You Most (At Christmas Time)" 3. "Silent Night" - Maxi single europeu 1. "All I Want for Christmas Is You" 2. "Miss You Most (At Christmas Time)" 3. "Jesus Oh What a Wonderful Child" - Vinil de 7 polegadas europeu e britânico, CD single europeu, CD de edição limitada no Japão, CD australiano e cassete single no Reino Unido e Austrália 1. "All I Want for Christmas Is You" 2. "Miss You Most (At Christmas Time)" - CD single britânico 1. "All I Want for Christmas Is You" 2. "Miss You Most (At Christmas Time)" 3. "Joy to the World" - Fita cassete britânica 1. "All I Want for Christmas Is You" 2. "Joy to the World" 3. "Without You" - Mini-álbum japonês 1. "All I Want for Christmas Is You" 2. "Miss You Most (At Christmas Time)" 3. "Joy to the World" (Club Mix) - Maxi single de 2000" 1. "All I Want for Christmas Is You" 2. "All I Want for Christmas Is You" (So So Def Remix feat. Lil' Bow Wow & Jermaine Dupri) 3. "O Holy Night 2000" (Live) 4. "Joy to the World" (Club Mix) - Mariah's New Dance Mixes EP 1. "All I Want for Christmas Is You" (Mariah's New Dance Mix) 2. "All I Want for Christmas Is You" (Mariah's New Dance Mix Edit) 3. "All I Want for Christmas Is You" (Mariah's New Dance Mix Edit Extended) | - Extended play (EP) de All I Want for Christmas Is You / Joy to the World 1. "All I Want for Christmas Is You" 2. "All I Want for Christmas Is You" (So So Def Remix feat. Lil' Bow Wow & Jermaine Dupri) 3. "Joy to the World" 4. "Joy to the World" (Celebration Mix Edit) - Single em vinil de 7 polegadas de edição limitada no Japão 1. "All I Want for Christmas Is You" 2. "All I Want for Christmas Is You" (So So Def Remix feat. Lil' Bow Wow & Jermaine Dupri) 3. "All I Want for Christmas Is You" (Mariah's New Dance Mix) 4. "Christmas (Baby Please Come Home)" - Edição limitada em fita cassete em celebração ao 25º aniversário e single em vinil de 7 polegadas 1. "All I Want for Christmas Is You" 2. "Sugar Plum Fairy Introlude" 3. "Santa Claus Is Comin' to Town" (Anniversary Mix) - CD single limitado em celebração ao 25º aniversário 1. "All I Want for Christmas Is You" 2. "All I Want for Christmas Is You" (Live at the Cathedral of St. John the Divine) 3. "All I Want for Christmas Is You" (So So Def Remix feat. Lil' Bow Wow & Jermaine Dupri) 4. "All I Want for Christmas Is You" (Mariah's New Dance Mix Edit Extended 2009) 5. "Hero" (Live at the Cathedral of St. John the Divine) - Single em cassete japonês de edição limitada em celebração ao 30º aniversário 1. "All I Want for Christmas Is You" 2. "All I Want for Christmas Is You" (Live at the Tokyo Dome) - CD maxi single de edição limitada no Japão em celebração ao 30º aniversário 1. "All I Want for Christmas Is You" 2. "All I Want for Christmas Is You" (So So Def Remix feat. Jermaine Dupri & Lil' Bow Wow) 3. "Christmas Time Is in the Air Again" (Magical Christmas Mix) 4. "Christmas Wrapping" (feat. Roe) [Live at Madison Square Garden] 5. "Miss You Most (At Christmas Time)" (Video Version) 6. "Joy to the World" (Celebration Mix) 7. "All I Want for Christmas Is You" (Live at the Tokyo Dome) |

## Créditos e equipe
Todo o processo de elaboração de "All I Want for Christmas Is You" atribui os seguintes créditos:
Gravação
- Gravado: The Hit Factory (Cidade de Nova Iorque)
- Mixagem: Sony Music Studios (Cidade de Nova Iorque)
- Masterização: Gateway Mastering (Portland, Maine)

Produção e instrumentação
| - Mariah Carey: compositora, produtora, arranjadora - Walter Afanasieff: compositor, produtor, arranjador, teclados, baixo sintetizado, bateria e programação rítmica - Dan Huff: guitarras - Gary Cirimelli: Macintosh, programação digital e de sintetizador - Dan Shea: programação adicional - Melonie Daniels: vocais de fundo - Shanrae Price: vocais de fundo - Kelly Price: vocais de fundo | - Dana Jon Chappelle: engenharia de gravação - Jay Healy: engenharia vocal - Mick Guzauski: mixagem - Gus Garces: segunda engenharia - Andy Smith: segunda engenharia - Mike Scott: segunda engenharia - David Gleeson: segunda engenharia - Bob Ludwig: masterização |

## Desempenho comercial
Estados Unidos

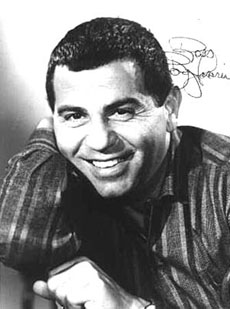
"The Chipmunk Song (Christmas Don't Be Late)", de Alvin e os Esquilos e Ross Bagdasarian (foto), era o único single de Natal a alcançar o primeiro lugar na Billboard Hot 100 até que "All I Want for Christmas Is You" conseguiu o feito, 61 anos depois, em 2019.

Nas paradas da Billboard, dos Estados Unidos, durante a primeira semana de janeiro de 1995, "All I Want for Christmas Is You" atingiu, como pico, as posições 6 e 12, respectivamente, na Hot Adult Contemporary e na Hot 100 Airplay. Entrou novamente nessas duas paradas no mês de dezembro de 1995 e 1996. Devido ao fato de não ter sido lançado comercialmente como single em nenhum formato físico, tornou-se inelegível para inclusão na Billboard Hot 100 durante seu lançamento original. Essa regra foi revogada em 1998, no entanto, permitindo que a música entrasse na tabela supracitada (aparecendo por uma semana, na posição 83 em janeiro de 2000). Liderou a Hot Digital Songs em dezembro de 2005, mas não conseguiu atingir um novo pico na Billboard Hot 100 porque foi considerado um single recorrente e, portanto, não elegível para reentrada na parada.

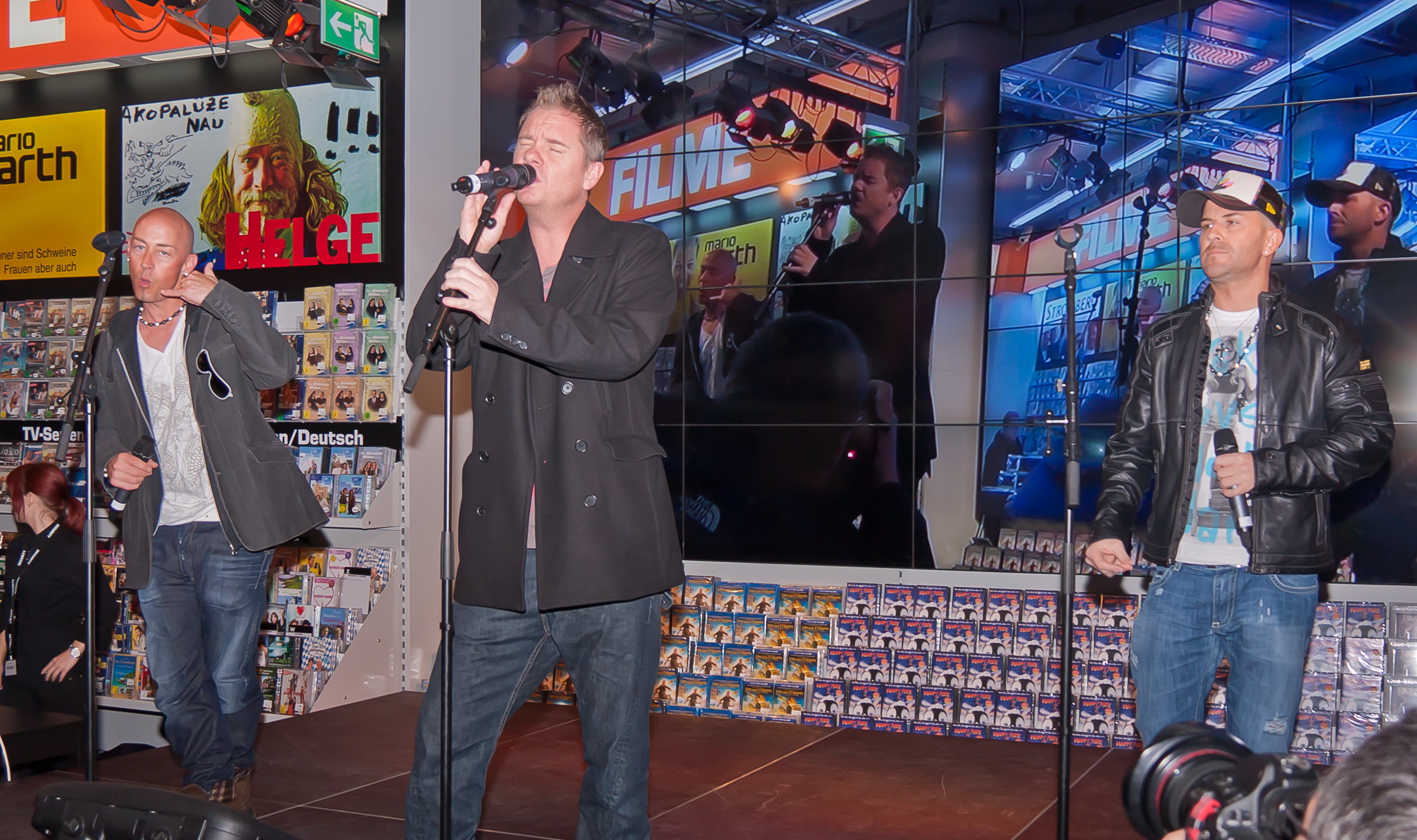
Em 1994, "All I Want for Christmas Is You" obteve a segunda como melhor posição na UK Singles Chart, atrás de "Stay Another Day" do East 17 (foto). Até que, em 2019, finalmente conseguiu ocupar o posto.

"All I Want For Christmas Is You" posteriormente subiu para a posição n.º 3 na atualização datada em 5 de janeiro de 2019, tornando-se a segunda faixa natalina a atingir o top 5 da tabela, depois de "The Chipmunk Song (Christmas Don't Be Late)" (1958), de Alvin e os Esquilos e Ross Bagdasarian. Na edição de 21 de dezembro do mesmo ano, liderou a Billboard Hot 100 pela primeira vez, ao obter 45,6 milhões de streams e 27 mil vendas digitais. Alcançou o posto após 35 semanas cumulativas na parada, tornando-se a escalada mais lenta para o cume na história da Hot 100, superando "Macarena (Bayside Boys Remix)", de Los del Río, que alcançou o posto em agosto de 1996 após 33 semanas na tabela, e permaneceu com esse feito até "Heat Waves", do Glass Animals, quebrar o recorde em 2022, quando liderou a Hot 100 em sua 59.ª semana de permanência na mesma. Além disso, quebrou o recorde de canção com maior tempo entre o seu lançamento e à primeira posição; chegando ao posto 25 anos após sua liberação original. Foi apenas a segunda vez — em mais de seis décadas de história da Hot 100 —, que uma canção de Natal atingiu o comando e a primeira a fazê-lo desde "The Chipmunk Song" (1958). Com "All I Want For Christmas Is You", Carey obteve sua 19.ª música em primeiro lugar na Hot 100; a maior quantidade entre qualquer artista solo. Embora lançada em 1994, a obra foi o último single a ocupar esse posto no gráfico na década de 2010, bem como o primeiro da década de 2020, uma vez que ocupou o posto por uma terceira semana durante a edição datada em 4 de janeiro de 2020, e ao fazer isso, Carey se tornou a primeira artista na história a ocupar essa posição em quatro décadas diferentes: 1990, 2000, 2010 e 2020.
Desde então, "All I Want for Christmas Is You" voltou a liderança em todas as temporadas de Natal seguintes. Ao fazer isso, não só obteve o reinado mais longo nas paradas de fim de ano, como também converteu-se na primeira canção na história a chegar ao topo da Hot 100 em pelo menos três edições separadas. A única outra canção a chegar a liderança em dois anos separados até então foi "The Twist", de Chubby Checker. Com isso, Carey também ganhou sua 90.ª semana no comando da tabela; a maior quantidade entre qualquer artista solo. Quando a música voltou ao cume, em sua sexta edição não consecutiva, em 25 de dezembro de 2021, ela também se tornou a primeira artista a chegar ao topo de duas edições da Hot 100 datadas em 25 de dezembro, depois de "Hero" (1993). Em sua oitava semana no topo da parada, a obra igualou sua intérprete à Drake como os artistas a terem mais músicas (ambos com cinco no total) a passar oito ou mais semanas nessa posição.
Depois de ficar na 15.ª e 16.ª semana no primeiro lugar da Hot 100, "All I Want for Christmas is You" empatou com "One Sweet Day" como a música de Carey mais longeva nesse posto; eventualmente o empate foi quebrado na semana seguinte, quando marcou sua 17.ª na liderança —, além da terceira mais longa de todos os tempos, atrás de "Old Town Road", de Lil Nas X e Billy Ray Cyrus, e "A Bar Song (Tipsy)", de Shaboozey. Das músicas gravadas antes do ano 2000, é mais vendida digitalmente por uma mulher, bem como a com temática natalina, na história dos EUA. Em 2021, quando a Recording Industry Association of America (RIAA) o certificou com diamante (10x platina) por vender 10 milhões de unidades no país, tornou-se a primeira canção de Natal a obtê-lo e sua intérprete na segunda artista feminina na história a ter um single e um álbum diamantados, depois de Taylor Swift. Em 6 de dezembro de 2024, a empresa elevou a certificação para 16× platina. Na edição de 28 de dezembro de 2021, liderou a parada Billboard Holiday 100 por um recorde de 64 semanas cumulativas, de 72 totais, desde o lançamento da lista sazonal em 2011; comandou a contagem por 43 semanas consecutivas, durante o Natal de 2015 a 2023, quando a sequência foi quebrada por "Rockin' Around the Christmas Tree", de Brenda Lee. Nenhuma outra música passou mais de três atualizações no cume do Holiday 100 desde o lançamento da mesma em 2011.
Ao redor do mundo
No Canadá, "All I Want for Christmas is You" liderou a parada Canadian Hot 100 pela primeira vez na edição de 5 de janeiro de 2019, tornando-se a primeira música de Natal e a décima primeira de Carey a conseguir esse feito no país. Desde então, voltou ao topo por quatro anos consecutivos (de 2020 a 2024); passou, até o momento, 13 semanas no posto. Permanece sendo a canção mais adquirida da artista no Canadá, sendo certificado como diamante, tornando-se a primeira de seu catálogo a atingir esse status. Na britânica UK Singles Chart, a composição emergiu na posição 5 durante a semana de 10 de dezembro de 1994. Na edição seguinte, subiu para a vice-liderança, permanecendo lá nas últimas três atualizações de dezembro; perdendo a cobiçada honra "Single nº 1 de Natal" por "Stay Another Day" do East 17. Encerrou como a 12.ª canção mais adquirida do ano no Reino Unido. A obra culminou na parada pela primeira vez em 11 de dezembro de 2020, 26 anos após seu lançamento inicial. Com isso, estabeleceu um recorde, ao converte-se na primeira canção a passar mais semanas no top 40 antes de chegar ao primeiro lugar. "All I Want for Christmas is You" não é só é a música mais transmitida de Carey no país, mas também a com temática natalina mais transmitida, totalizando 248 milhões de streams no país até 2021. Em 2022, converteu-se na 21.ª canção mais reproduzida de todos os tempos por lá. A música voltou ao primeiro lugar do UK Singles Chart em 9 de dezembro de 2022, acumulando sua terceira semana no posto. Mais tarde, foi certificada sete vezes com platina pela British Phonographic Industry por uma comercialização superior a 4,2 milhões de unidades (incluindo streams). Com isso, converteu-se não apenas na canção mais adquirida de Carey no Reino Unido, mais também a com mais certificados por uma mulher no país. Além de ser a música natalina mais comprada de todos os tempos no território.
"All I Want For Christmas is You" continua sendo o maior sucesso de Carey na Europa, desfrutando de excelente desempenho em todo o continente. Na Alemanha, por exemplo, passou 20 semanas não consecutivas no número um, o maior tempo nessa posição por uma canção no país, e foi certificada duas vezes com platina, vendendo um milhão de exemplares. Na Suíça, a composição passou 21 edições no topo da parada, enquanto na Áustria ocupou por 18 semanas. Em outras nações, como Países Baixos, República Tcheca, Suécia, Noruega, Grécia, Portugal e Itália, também foi líder. A música originalmente alcançou o nº 2 na Austrália em 1994, e foi certificada 13× platina pela Australian Recording Industry Association (ARIA), denotando vendas de mais de 910 mil unidades. Após a inclusão de streams nas paradas da ARIA, liderou-a em dezembro de 2018, tornando-se a primeira música de Natal a realizar esse feito desde "Snoopy's Christmas", dos Royal Guardsmen, em 1967. Isso deu a Carey sua terceira canção a ocupar esse posto no país — depois de "Fantasy" (1995) e "We Belong Together" (2005) —, tornando-a o décimo primeiro ato a conseguir isso em três décadas distintas. Também liderou as paradas na Nova Zelândia, pela primeira vez em dezembro de 2018, tornando-se o oitavo single de Carey a atingir essa posição no país e seu primeiro desde "Heartbreaker" em 1999. Retornou ao posto novamente em 2019, 2022 e 2023.
No Japão, "All I Want for Christmas Is You" foi lançado sob o título regional "Koibito-tachi no Christmas" (em português: Natal dos amantes) e foi usada como música tema da novela 29-sai no Christmas (em português: "Natal aos 29 anos, 29º Natal"). Alcançou a vice-liderança, por duas semanas, sendo barrado do topo por "Tomorrow Never Knows" e "Everybody Goes", ambos lançados pela banda de rock Mr. Children. Vendeu mais de 1,1 milhão de unidades no país e, consequentemente, foi certificado com o prêmio Milhão pela Recording Industry Association of Japan (RIAJ) em dois formatos diferentes (disco compacto e ringtone), em 1994 e 2008, respectivamente. Já no Brasil, entrou na posição 48 da parada Brasil Hot 100, na semana de 1º de janeiro de 2024. A Pro-Música Brasil (PMB) reconheceu vendas de 60 mil unidades no país, com certificado de platina.
| Tabela musical (2000–24)                       | Melhor posição |
| ---------------------------------------------- | -------------- |
| África do Sul (RISA)                           | 17             |
| Alemanha (GfK Entertainment Charts)            | 1              |
| Austrália (ARIA Charts)                        | 1              |
| Áustria (Ö3 Austria Top 40)                    | 1              |
| Bélgica (Ultratop 50 de Flandres)              | 1              |
| Bélgica (Ultratop 40 de Valônia)               | 1              |
| Brasil (Hot 100)                               | 48             |
| Canadá (Canadian Hot 100)                      | 1              |
| CEI (TopHit)                                   | 33             |
| Coreia do Sul (Circle)                         | 2              |
| Coreia do Sul (K-pop Hot 100)                  | 52             |
| Croácia (HDU)                                  | 1              |
| Croácia (Billboard)                            | 1              |
| Emiados Árabes Unidos (IFPI)                   | 1              |
| Eslováquia (IFPI Slovenská Republika)          | 1              |
| Eslováquia (Singles Digitál Top 100)           | 1              |
| Eslovênia (SloTop50)                           | 1              |
| Espanha (PROMUSICAE)                           | 3              |
| Estados Unidos (Hot R&B/Hip-Hop Singles Sales) | 1              |
| Estados Unidos (Billboard 100)                 | 1              |
| Estados Unidos (Dance Singles Sales)           | 2              |
| Estados Unidos (Holiday 100)                   | 1              |
| Estados Unidos (Rolling Stone 100)             | 1              |
| Estônia (Eesti Singlid Tipp-40)                | 1              |
| Estônia (TopHit)                               | 27             |
| França (SNEP)                                  | 1              |
| Grécia (IFPI Greece)                           | 1              |
| Hong Kong (Billboard)                          | 11             |
| Hungria (Rádiós Top 40)                        | 26             |
| Hungria (Single Top 40)                        | 1              |
| Hungria (Stream Top 40)                        | 1              |
| Irlanda (IRMA)                                 | 2              |
| Islândia (Íslenski Listinn Topp 40)            | 1              |
| Itália (FIMI)                                  | 1              |
| Japão (Japan Hot 100)                          | 6              |
| Japão (Oricon)                                 | 16             |
| Letônia (LaIPA)                                | 1              |
| Líbano (Lebanese Top 20)                       | 10             |
| Lituânia (AGATA)                               | 1              |
| Luxemburgo (Billboard)                         | 1              |
| Malásia (RIM)                                  | 9              |
| Noruega (VG-lista)                             | 1              |
| Nova Zelândia (Recorded Music NZ)              | 1              |
| Países Baixos (Single Top 100)                 | 1              |
| Peru (Billboard)                               | 19             |
| Portugal (AFP)                                 | 1              |
| Polônia (ZPAV)                                 | 7              |
| Romênia (Billboard)                            | 8              |
| Reino Unido (UK Singles Chart)                 | 1              |
| República Checa (IFPI Česká Republika)         | 14             |
| Suécia (Sverigetopplistan)                     | 24             |
| Suíça (Schweizer Hitparade)                    | 1              |

| Tabela musical (1994–96)            | Melhor posição |
| ----------------------------------- | -------------- |
| Alemanha (GfK Entertainment Charts) | 24             |
| Austrália (ARIA Charts)             | 2              |
| Bélgica (Ultratop 50 de Flandres)   | 5              |
| Canadá (The Record)                 | 61             |
| Escócia (OCC)                       | 2              |
| Estados Unidos (Adult Contemporary) | 6              |
| Estados Unidos (Adult Pop Airplay)  | 27             |
| Estados Unidos (Hot 100 Airplay)    | 12             |
| Estados Unidos (Pop Airplay)        | 9              |
| Estados Unidos (Rhythmic Songs)     | 14             |
| Europa (European Hot 100 Singles)   | 4              |
| Europa (Music & Media Dance Radio)  | 13             |
| Europa (Music & Media)              | 2              |
| Islândia (Íslenski Listinn Topp 40) | 14             |
| Japão (Oricon)                      | 2              |
| Nova Zelândia (Recorded Music NZ)   | 4              |
| Países Baixos (Dutch Top 40)        | 5              |
| Países Baixos (Single Top 100)      | 5              |
| Polônia (LP3)                       | 31             |
| Reino Unido (UK Singles Chart)      | 2              |
| Reino Unido (UK R&B Chart)          | 1              |
| Suécia (Sverigetopplistan)          | 17             |

| País — Tabela musical (1994)       | Posição |
| ---------------------------------- | ------- |
| Reino Unido (UK Singles Chart)     | 12      |
| País — Tabela musical (2020)       | Posição |
| Áustria (Ö3 Austria Top 40)        | 71      |
| Canadá (Canadian Hot 100)          | 72      |
| Estados Unidos (Billboard Hot 100) | 67      |
| Hungria (Single Top 40)            | 22      |
| Hungria (Stream Top 40)            | 60      |
| Suíça (Schweizer Hitparade)        | 73      |
| Reino Unido (UK Singles Chart)     | 53      |
| País — Tabela musical (2021)       | Posição |
| Canadá (Canadian Hot 100)          | 71      |
| Estados Unidos (Billboard Hot 100) | 78      |
| Mundo (Global 200)                 | 90      |
| Reino Unido (UK Singles Chart)     | 37      |
| País — Tabela musical (2022)       | Posição |
| Canadá (Canadian Hot 100)          | 71      |
| Estados Unidos (Billboard Hot 100) | 65      |
| Mundo (Global 200)                 | 88      |
| Reino Unido (UK Singles Chart)     | 36      |
| País — Tabela musical (2023)       | Posição |
| Canada (Canadian Hot 100)          | 57      |
| Estados Unidos (Billboard Hot 100) | 55      |
| Mundo (Global 200)                 | 95      |
| Reino Unido (UK Singles Chart)     | 29      |
| País — Tabela musical (2024)       | Posição |
| Canada (Canadian Hot 100)          | 60      |
| Estados Unidos (Billboard Hot 100) | 54      |
| Mundo (Global 200)                 | 98      |

| Região | Certificação | Vendas      |
| --- | ------------ | ----------- |
| Alemanha (BVMI) | 2× Platina   | 1 000 000‡  |
| Austrália (ARIA) | 13× Platina  | 910 000‡    |
| Bélgica (BEA) | Ouro         | 10 000‡     |
| Brasil (Pro-Música Brasil) | Platina      | 60 000‡     |
| Canadá (Music Canada) | Diamante     | 1 000 000‡  |
| Dinamarca (IFPI Dinamarca) | 6× Platina   | 54 000‡     |
| Espanha (PROMUSICAE) | 4× Platina   | 2 400 000‡  |
| Estados Unidos (RIAA) | 16× Platina  | 16 000 000‡ |
| Estados Unidos (RIAA) Versão em Mastertone | Ouro         | 2 000 000*  |
| Itália (FIMI) | 5× Platina   | 500 000‡    |
| Japão (RIAJ) Vendas físicas | Milhão       | 1 100 000   |
| Japão (RIAJ) Relançamento de 2004 | 2× Platina   | 500 000*    |
| Japão (RIAJ) Relançamento de 2010 | Ouro         | 100 000*    |
| Japão (RIAJ) Relançamento de 2002, Chak-Uta (R) | 2× Platina   | 500 000*    |
| Noruega (IFPI Noruega) | 4× Platina   | 240 000‡    |
| Nova Zelândia (RIANZ) | 5× Platina   | 150 000*    |
| Portugal (AFP) | 3× Platina   | 30 000‡     |
| Reino Unido (BPI) | 9× Platina   | 5 000 000‡  |
| Streaming |              |             |
| Grécia (IFPI Grécia) | 2× Platina   | 4 000 000‡  |
| Japão (RIAJ) | Ouro         | 50 000 000‡ |
| Suécia (Sverigetopplistan) | 11× Platina  | 88 000 000‡ |
| *números de vendas baseados somente na certificação ^distribuições baseadas apenas na certificação ‡vendas+valores de streaming baseados somente na certificação |              |             |

## Histórico de lançamento
| Região         | Data                   | Formato                                          | Edição                                         | Gravadora(s)         | Ref.    |
| -------------- | ---------------------- | ------------------------------------------------ | ---------------------------------------------- | -------------------- | ------- |
| Japão          | 29 de outubro de 1994  | Mini CD single                                   | Original                                       | Sony Music Japan     | [ 273 ] |
| Austrália      | 14 de novembro de 1994 | CD single fita cassete                           | Original                                       | Columbia             | [ 274 ] |
| Estados Unidos | 14 de novembro de 1994 | Rádios adult contemporary contemporary hit radio | Original                                       | Columbia             | [ 275 ] |
| Europa         | 28 de novembro de 1994 | CD single                                        | Original                                       | Columbia             | [ 276 ] |
| Reino Unido    | 28 de novembro de 1994 | 12 polegadas CD single fita cassete              | Original                                       | Columbia             | [ 277 ] |
| Reino Unido    | 5 de dezembro de 1994  | Disco de imagem CD single                        | Original                                       | Columbia             | [ 278 ] |
| Japão          | 21 de setembro de 1995 | Mini CD single                                   | Original                                       | Sony Music Japan     | [ 279 ] |
| Japão          | 21 de novembro de 1996 | CD single                                        | Original                                       | Sony Music Japan     | [ 280 ] |
| Japão          | 3 de dezembro de 2000  | CD single                                        | Original So So Def remix                       | Sony Music Japan     | [ 281 ] |
| Estados Unidos | 27 de novembro de 2007 | Ringle                                           |                                                | Legacy               | [ 282 ] |
| Vários         | 20 de novembro de 2019 | Download digital                                 | Dance remix                                    | Sony                 | [ 276 ] |
| Vários         | 27 de novembro de 2015 | Picture disc                                     | Original So So Def remix                       | Columbia             | [ 283 ] |
| Europa         | 15 de dezembro de 2015 | Download digital                                 | Original So So Def remix                       | Columbia             | [ 284 ] |
| Japão          | 24 de outubro de 2015  | 7 polegadas                                      | Original So So Def remix Dance remix           | Sony Music Japan     | [ 285 ] |
| Vários         | 20 de outubro de 2015  | 7 polegadas                                      | Original                                       | Columbia Epic Legacy | [ 286 ] |
| Vários         | 20 de outubro de 2015  | Fita cassete                                     | Original                                       | Columbia Epic Legacy | [ 287 ] |
| Vários         | 20 de outubro de 2015  | 12 polegadas                                     | Original Live 1994 So So Def remix Dance remix | Columbia Epic Legacy | [ 288 ] |
| Vários         | 20 de outubro de 2015  | CD single                                        | Original Live 1994 So So Def remix Dance remix | Columbia Epic Legacy | [ 289 ] |
| Estados Unidos | Fevereiro de 2020      | CD single                                        | Original Live 1994 So So Def remix Dance remix | Columbia Epic Legacy | [ 290 ] |
| Japão          | 27 de novembro de 2024 | Cassete                                          | Original Live 1996                             | Sony Music Japan     | [ 122 ] |
| Japão          | 27 de novembro de 2024 | Maxi single                                      | Original So So Def remix Live 1996             | Sony Music Japan     | [ 123 ] |